# Isla Loks Land
Isla Loks Land (en inglés: Loks Land Island) es una isla forma parte del archipiélago ártico canadiense en el territorio de Nunavut, al norte de Canadá. Se encuentra en el extremo oriental de la isla de Baffin cerca de la península Blunt, y de la boca de la bahía de Frobisher. Tiene una superficie de 419 km² (162 millas cuadradas) y una costa de 206 km. El nombre local inuktitut para la isla es Takuligjuaq.
Loks land era el sitio de una de las estaciones de la Red de Alerta Temprana con un radar de defensa, y tenía el número de código BAF-4A.
La isla fue descubierta por Martin Frobisher y lleva el nombre de Michael Lok, un financiero de Londres, que fue uno de los patrocinadores de las expediciones de Frobisher en el Ártico en la década de 1570. La primera expedición de Frobisher encontró mineral que se creía oro, lo que lleva a una segunda y tercera expedición, que no logró encontrar ninguno de los metales preciosos.